# ديفيد غالوب
ديفيد غالوب هو سياسي أمريكي، ولد في 11 يوليو 1808، وتوفي في 15 أغسطس 1883. نشط حزبياً في الحزب الجمهوري. وقد انتخب عضو مجلس نواب كونيتيكت ‏.